# Norsk kulturråds ærespris

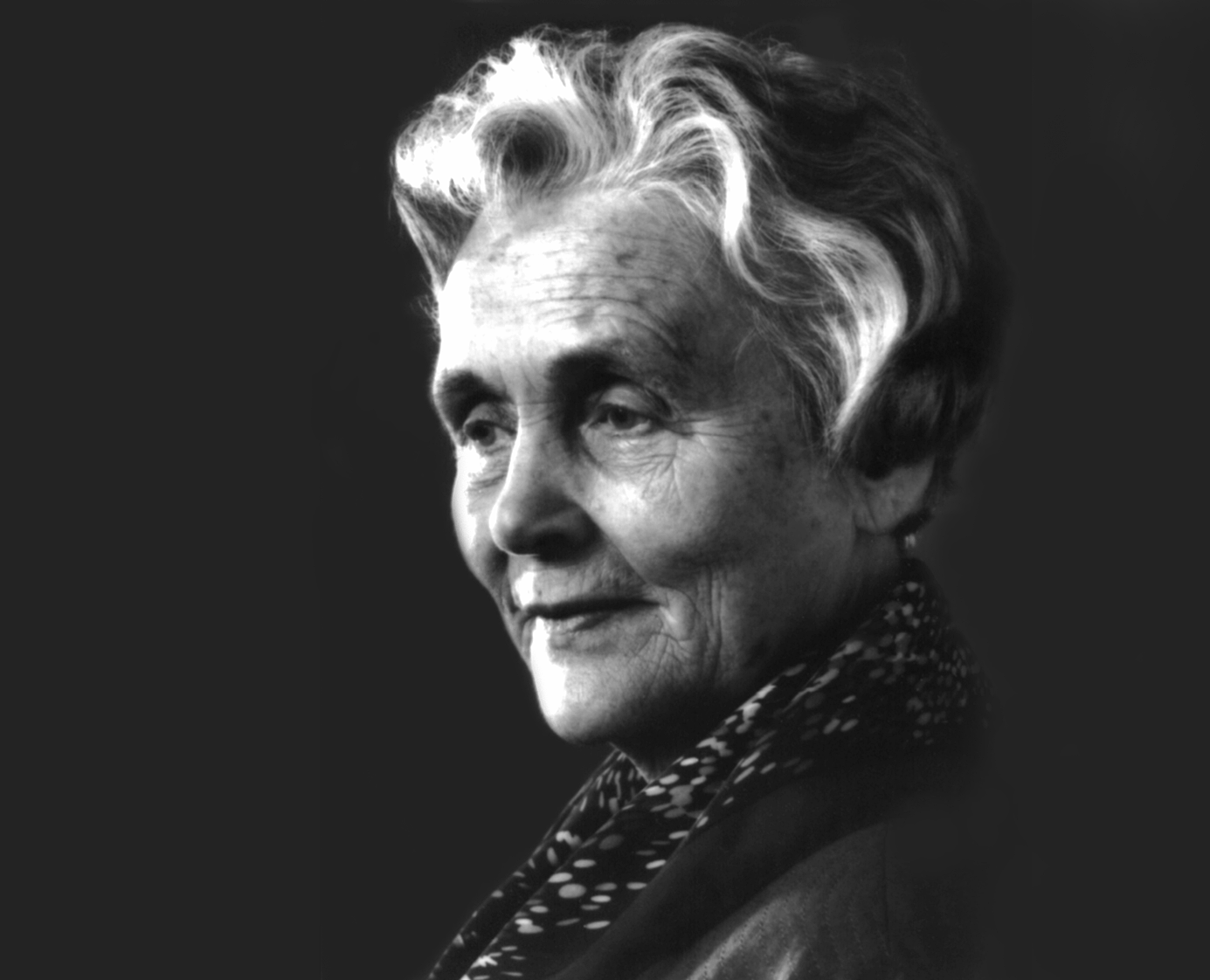
Halldis Moren Vesaas, récipiendaire en 1982.

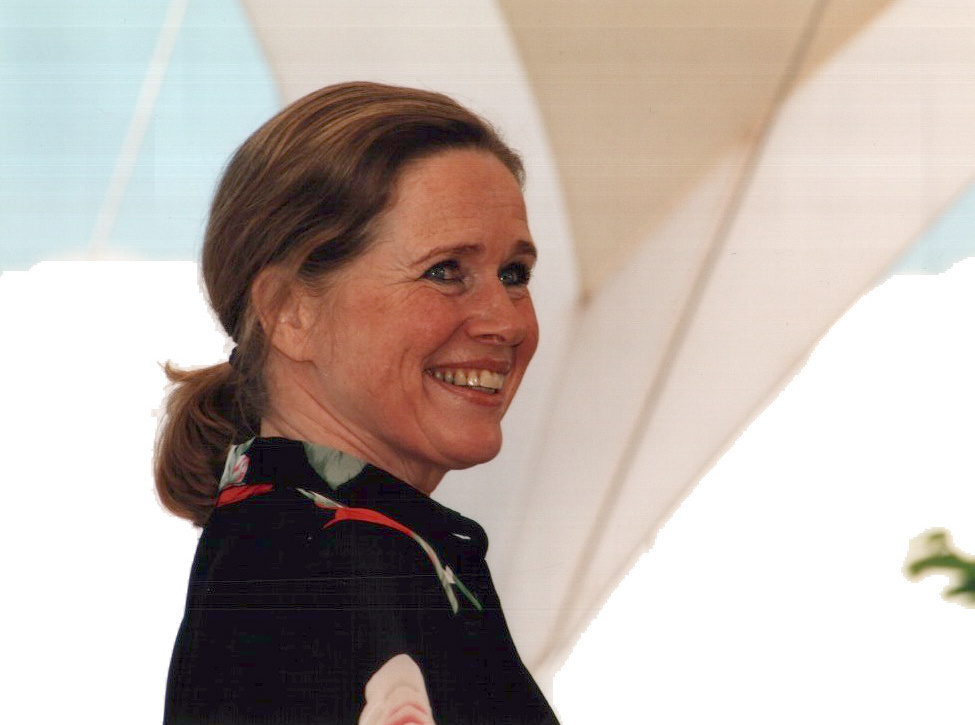
Liv Ullmann, 1997

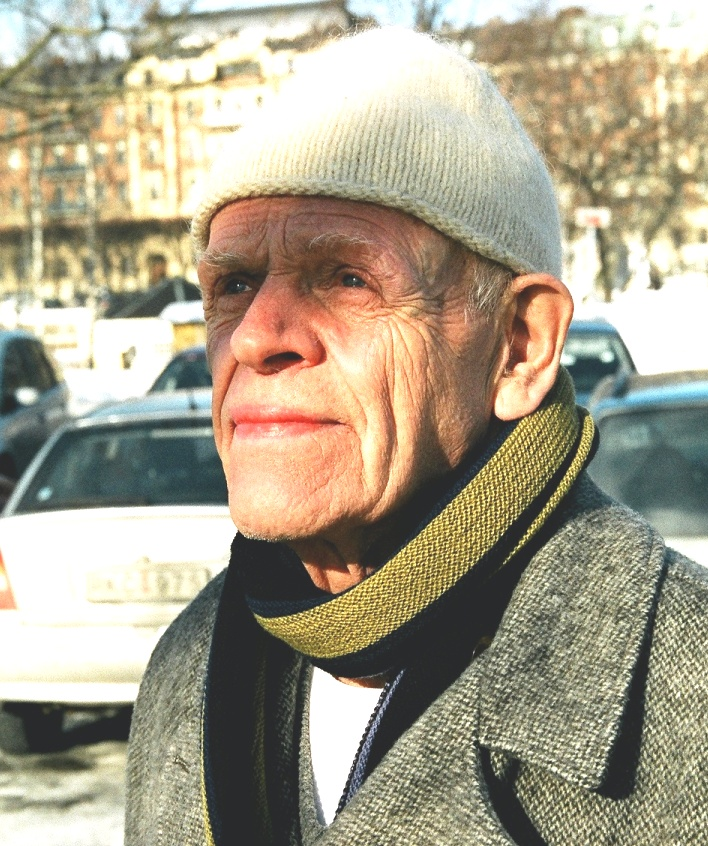
Kjartan Slettemark, 2001

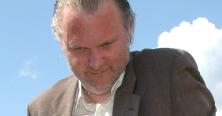
Jon Fosse, 2003

Le Norsk kulturråds ærespris (Prix du conseil norvégien de la culture) est une distinction accordée annuellement par le Norsk kulturråd (conseil norvégien de la culture). Le prix est accordé à une personne auteur de contributions importantes  pour l'art et la culture en Norvège. Il n'y a pas de nomination, et le comité décide par délibérations privées. La décision n'est en général pas motivée.
Le prix est de 500 000 couronnes norvégiennes en 2005. Depuis le trentième anniversaire du prix en 1994, une statuette en bronze d'un lion par le sculpteur[Lequel ?] est également attribuée.

## Récipiendaires
- 1968 – Fritz von der Lippe
- 1969 – Hans Peter L'Orange, professeur d'archéologie
- 1970 – Alf Prøysen, écrivain et chanteur
- 1971 – Alf Rolfsen, peintre
- 1972 – Klaus Egge, compositeur
- 1973 – Hans Heiberg, écrivain
- 1974 – Hans Jonas Henriksen, promoteur de la langue same
- 1975 – Ingeborg Refling-Hagen, écrivain
- 1976 – Sigbjørn Bernhoft Osa, musicien folklorique
- 1977 – Ella Hval, actrice
- 1978 – Olav Dalgard, réalisateur
- 1979 – Harald Sæverud, compositeur
- 1980 – Sonja Hagemann
- 1981 – Erling Stordahl
- 1982 – Halldis Moren Vesaas, écrivain
- 1983 – Sigmund Skard, professeur de littérature
- 1984 – Helge Sivertsen, politicien
- 1985 – Lars Brandstrup, galeriste
- 1986 – Helge Ingstad, adventurer
- 1987 – Nils Johan Rud, écrivain et éditeur
- 1988 – Arne Skouen, réalisateur
- 1989 – Espen Skjønberg, acteur
- 1990 – Arne Nordheim, compositeur
- 1991 – Synnøve Anker Aurdal, artiste textile
- 1992 – Iver Jåks, artiste
- 1993 – Erik Bye, chanteur
- 1994 – Anne-Cath. Vestly, écrivain pour enfant
- 1995 – Ole Henrik Moe, galeriste, pianiste
- 1996 – Arve Tellefsen, violoniste
- 1997 – Liv Ullmann, actrice
- 1998 – Sverre Fehn, architecte
- 1999 – Finn Carling, écrivain
- 2000 – Anne Brown, chanteuse
- 2001 – Kjartan Slettemark, artiste
- 2002 – Edith Roger, producteur
- 2003 – Jon Fosse, écrivain
- 2004 – Jan Garbarek, saxophoniste
- 2005 – Agnes Buen Garnås, musicienne folklorique
- 2006 – Bruno Oldani, designer
- 2007 – Jon Eikemo, acteur
- 2008 – Solveig Kringlebotn, chanteuse d'opéra
- 2009 – Mari Boine, chanteuse folklorique
- 2010 – Tor Åge Bringsværd, écrivain
- 2011 – Inger Sitter, artiste
- 2018 - Synnøve Persen[1]